# Богуславский, Михаил Лазаревич
Михаил Лазаревич Богуславский (1901, Одесский уезд, Херсонская губерния, Российская империя — 1937, Москва, Советский Союз) — ответственный сотрудник ОГПУ-НКВД СССР, секретарь Особого отдела ГУГБ НКВД СССР, капитан государственной безопасности (1935). Расстрелян в "особом порядке", реабилитирован посмертно.

## Биография
Родился в  местечке Дмитровка в Одесском уезде Херсонской губернии в еврейской семье. Окончил 5 классов гимназии. Член ВКП(б) с 1930 года. 
В органах ВЧК-ГПУ-НКВД с 1920 года : с 1931 года уполномоченный Экономического управления ОГПУ СССР; с 1932 года сотрудник для особых поручений ЭКУ ОГПУ СССР; в 1933 - 1934 годах сотрудник для особых поручений Особого отдела ГУГБ НКВД СССР. 16 мая 1935 года начальник 13-го отделения и одновременно секретарь Особого отдела ГУГБ НКВД СССР. Проживал в Москве по адресу : Лобковский переулок, дом 8, квартира 10. После отставки начальника Богуславского  М. И. Гая с поста руководителя ОО ГУГБ НКВД СССР- с января 1937 года и до ареста инспектор Управления НКВД Курской области. 4 апреля 1937 года арестован и этапирован в Москву. Внесен в сталинский расстрельный список "в особом порядке" от 16 июня 1937 года по 1-й категории ("за" Сталин, Молотов, Жданов, Ежов). 19 июня 1937 года Комиссией НКВД СССР и Прокуратуры СССР (в особом порядке) приговорён к ВМН. На следующий день, 20 июня 1937, расстрелян Вместе с ним были расстреляны также другие осуждённые в «особом порядке»: его бывший начальник М. И. Гай, С. В. Пузицкий, В. К. Лапин, А. Я.Лурье, Л. Н. Иванов, С. М. Быховский,  Л. А. Иванов, Б. К. Ильк и др. Место захоронения — "могила невостребованных прахов" № 1  крематория Донского кладбища. 14 октября 1957 года посмертно реабилитирован определением Военного трибунала Московского военного округа.

### Звания
- капитан государственной безопасности (5 декабря 1935).[3]

### Награды
знак «Почетный работник ВЧК-ОГПУ (XV)» (20.12.1932)
знак «Почетный работник ВЧК-ОГПУ (XV)» (20.12.1933)